# Mauritius op de Olympische Zomerspelen 2016
Mauritius nam deel aan de Olympische Zomerspelen 2016 in Rio de Janeiro, Brazilië. De selectie bestond uit twaalf sporters, actief in acht verschillende disciplines. Badmintonster Kate Foo Kune droeg de Mauritiaanse vlag tijdens de openingsceremonie. Jonathan Drack, die deelnam aan het hink-stap-springen bij de mannen, droeg de vlag bij de sluitingsceremonie.

## Deelnemers en resultaten
(m) = mannen, (v) = vrouwen 

### Atletiek
| Olympiër          | Discipline             | Resultaat | Prestatie                             |
| ----------------- | ---------------------- | --------- | ------------------------------------- |
| David Carver      | marathon (m)           | 102e      | 2:26.16                               |
| Jonathan Drack VS | hink-stap-springen (m) | 28e       | kwalificatie groep B: 14de met 16,21m |
|                   |                        |           |                                       |
| Aurélie Alcindor  | 200m (v)               | 64e       | serie 5: 7de in 24,55                 |

### Badminton
| Olympiër         | Discipline    | Resultaat | Prestatie                                                                                     |
| ---------------- | ------------- | --------- | --------------------------------------------------------------------------------------------- |
| Kate Foo Kune VO | enkelspel (v) | 14e       | groep H: 2de W van AUS Chen: 2-0 (21–16, 21–19) V van THA Buranaprasertsuk: 0-2 (7–21, 18–21) |

### Boksen
| Olympiër          | Discipline | Resultaat | Prestatie                                                                                 |
| ----------------- | ---------- | --------- | ----------------------------------------------------------------------------------------- |
| Merven Clair      | –75kg (m)  | 17e       | 1ste ronde: V van EGY Abdin: 0–3                                                          |
| Kennedy St-Pierre | –91kg (m)  | 5e        | 1ste ronde: vrij 2de ronde: W van ALG Bouloudinats: 2–1 kwartfinale: V van KAZ Levit: 0–3 |

### Gewichtheffen
| Olympiër          | Discipline | Resultaat | Prestatie                                                  |
| ----------------- | ---------- | --------- | ---------------------------------------------------------- |
| Roilya Ranaivosoa | –48kg (v)  | 9e        | trekken: 8ste met 80kg stoten: 10de met 93kg totaal: 173kg |

### Judo
| Olympiër             | Discipline | Resultaat | Prestatie |
| -------------------- | ---------- | --------- | --- |
| Christianne Legentil | –52kg (v)  | 7e        | 1ste ronde: W van KSA Fahmy: ippon 2de ronde: W van ISR Cohen: yuko kwartfinale: V van KOS Kelmendi: shido herkansingen: V van RUS Koezjoetina: ippon |

### Triatlon
| Olympiër           | Discipline | Resultaat | Prestatie |
| ------------------ | ---------- | --------- | --------- |
| Fabienne St. Louis | vrouwen    | DNF       | DNF       |

### Zwemmen
| Olympiër        | Discipline          | Resultaat | Prestatie             |
| --------------- | ------------------- | --------- | --------------------- |
| Bradley Vincent | 100m vrije slag (m) | 49e       | serie 3: 7de in 50,89 |
|                 |                     |           |                       |
| Arseth Heather  | 100m vrije slag (v) | 37e       | serie 2: 6de in 58,89 |